# Кахоносский сапотекский язык
Кахоносский сапотекский язык (Cajonos Zapotec, Southern Villa Alta Zapotec, Yaganiza Zapotec, Zapoteco de San Pedro Cajonos) — сапотекский язык, на котором говорят в городах Сан-Матео-Кахонос, Сан-Мигель-Кахонос, Сан-Пабло-Яганиса, Сан-Педро-Кахонос, Сан-Франсиско-Кахонос, Хагасия в северной части штата Оахака в Мексике.
Кахоносский сапотекский язык имеет диалекты кахоносский (Cajonos Zapotec), сан-матеонский (San Mateo Zapotec), хагасиянский (Xagacía Zapotec) и яганисанский (Yaganiza).
Алфавит: A a, B b, Ch ch, C̲h c̲h, D d, E e, Ə ə, ', F f, G g, I i, J j, K k, L l, L̲ l̲, Ll ll, M m, N n, Ṉ ṉ, O o, P p, R r, S s, Sh sh, T t, U u, W w, X x, X̱ x̱, Y y, Z z.